# Mozilla Europe
Mozilla Europe（モジラ・ヨーロッパ）は、ヨーロッパにおいて、Mozilla製品を推進するために設立されたNPOである。
2004年2月17日に設立された。Mozilla Foundationの公式アフィリエイトの一つである。パリに本部がある。
理事会は、Tristan Nitot、Peter Van der Beken、Zbigniew Braniecki、Pascal Chevrel、Axel Hecht、Olivier Meunierで構成されている。

## 言語
Mozilla Europeのウェブサイトは現在、20の言語（アルバニア語、バスク語、カタロニア語、チェコ語、オランダ語、英語、フィンランド語、フランス語、ドイツ語、ギリシア語、ハンガリー語、イタリア語、リトアニア語、ノルウェー語、ポーランド語、ポルトガル語、ルーマニア語、スロバキア語、スペイン語、トルコ語）が対応している。